# Église Saint-Amand (Liège)
Pour les articles homonymes, voir Église Saint-Amand.
L'église Saint-Amand est une église paroissiale située rue en Mi La Ville dans le quartier de Jupille-sur-Meuse de la ville de Liège.

## Historique
À partir du VIIIe siècle, il y avait une petite chapelle dédiée à saint Amand qui faisait partie du château carolingien. Au IXe siècle, Jupille est élevée au rang de paroisse. La paroisse originelle comprenait l'ensemble du vaste domaine carolingienne : Beyne-Heusay, Bressoux, Chênée, Fléron, Forêt, Grivegnée, Saive, Amercoeur et Longdoz. Par la suite divisé en 8 entités : Chênée, Fléron, Saint-Remacle-au-Pont, Grivegnée, Saive, Forêt, Souverain-Wandre et Bellaire. Un certain nombre de nouvelles paroisses naissent de plusieurs d'entre elles.

## Bâtiment
L'église actuelle fait partie d'une zone de conservation et se situe au milieu d'un cimetière. Elle possède une tour de style roman, datant probablement du XIe siècle. Cette tour carrée composée de trois niveaux est construite en blocs de calcaire et de grès. La tour a encore quelques meurtrières.
La nef et le chœur datant de 1835 sont construits dans un style néo-classique. Cette partie est construite en brique avec des parures en pierre calcaire. La nef est composée de 5 travées. Les trois nefs séparées par des arcades en plein cintre reposent sur des piliers à chapiteaux toscans. Le chœur d'une travée terminé par une abside à trois pans.

## Intérieur
L'église possède des autels latéraux baroques du dernier quart du XVIIe siècle, et un maître-autel provenant l'abbaye du Val-Benoît datant de 1763. Les confessionnaux en chêne et la chaire remonte au milieu du XVIIIe siècle. À l'extérieur de l'église, les fonts baptismaux romans date du début du XIIIe siècle. Des pierres tombales du XVIIe siècle et quelques peintures proviennent également de l'abbaye du Val-Benoît.

## Cimetière

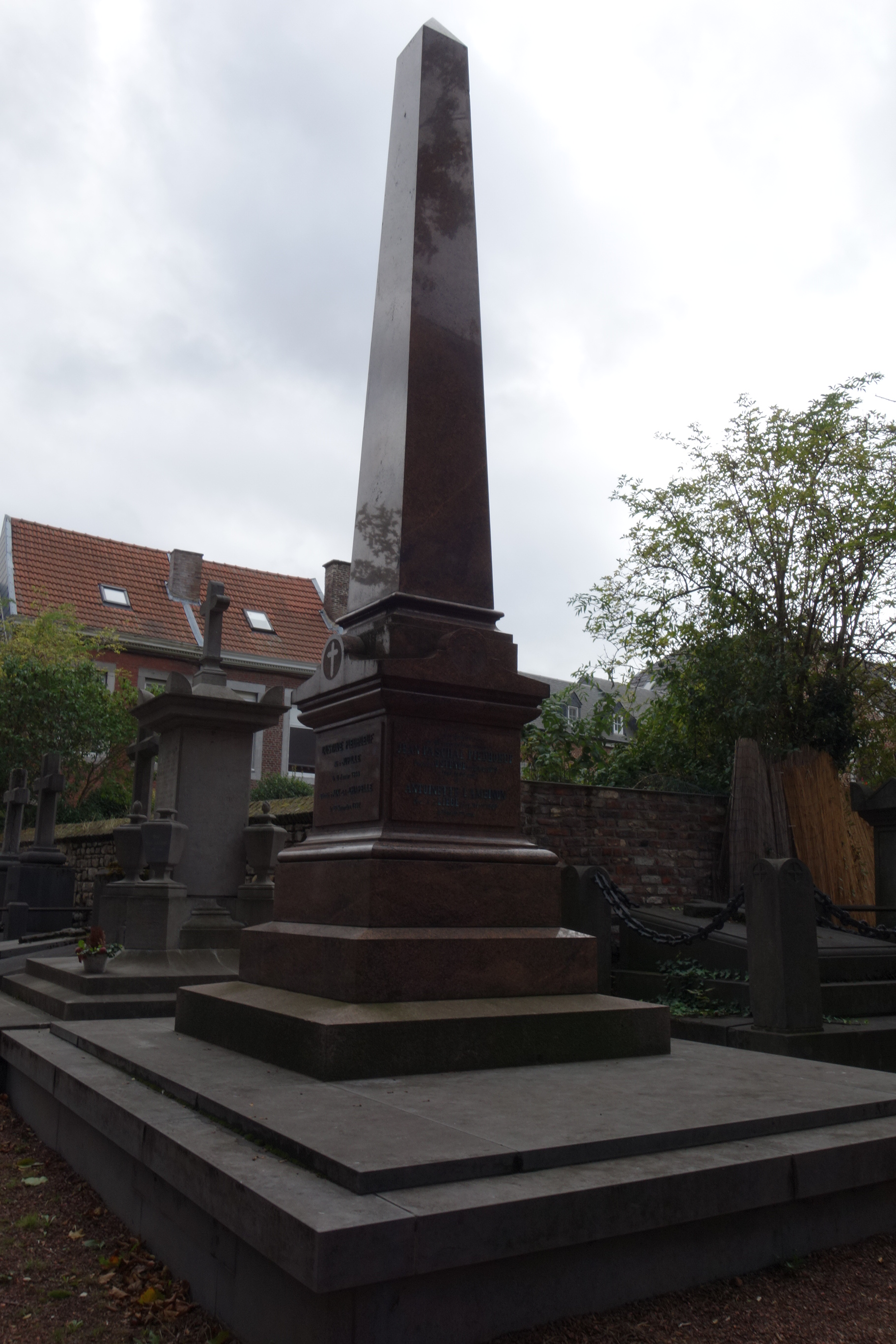
Tombeau de la famille Piedbœuf

Dans le cimetière se trouve le tombeau de la famille Piedboeuf (1844-1897) au-dessus duquel se dresse un obélisque de granit rouge fabriqué par la société Nütten & Co de Düsseldorf.